# Узбекистан на Летњим олимпијским играма 2016.
Узбекистан је учествовао на Летњим олимпијским играма 2016. које су одржане у Рио де Жанеиру у Бразилу од 5. до 21. августа 2016. године. Олимпијски комитет Узбекистана послао је 70 квалификованих спортиста у тринаест спортова. Спортисти Узбекистана освојили су 13 медаља, од тога четири златне. Ово су била најуспешније игре за Узбекистан од када учествује на Олимпијским играма. Седам медаља освојено је у боксу, три у рвању, две у џудоу и једна у дизању тегова.

## Освајачи медаља

### Злато
- Хасанбој Дусматов — Бокс, папир категорија
- Руслан Нурудинов — Дизање тегова, до 100 кг
- Шахобидин Зоиров — Бокс, папир категорија
- Фазлидин Гаибназаров — Бокс, полувелтер категорија

### Сребро
- Шахрам Гијасов — Бокс, велтер категорија
- Бектемир Меликузиев — Бокс, средња категорија

### Бронза
- Дијорбек Урозбоев — Џудо, до 60 кг
- Ришод Собиров — Џудо, до 66 кг
- Рустам Тулаганов — Бокс, тешка категорија
- Елмурат Тасмурадов — Рвање, грчко-римски стил до 59 кг
- Муроџон Ахмадалиев — Бокс, бантам категорија
- Ихтијор Наврузов — Рвање, слободни стил до 65 кг
- Махомед Ибрахимов — Рвање, слободни стил до 97 кг

## Учесници по спортовима
| Спорт         | Мушкарци | Жене | Укупно |
| ------------- | -------- | ---- | ------ |
| Атлетика      | 6        | 10   | 16     |
| Бокс          | 10       | 1    | 11     |
| Веслање       | 1        | 0    | 1      |
| Гимнастика    | 1        | 8    | 9      |
| Дизање тегова | 5        | 0    | 5      |
| Кајак и кану  | 3        | 1    | 4      |
| Пливање       | 1        | 1    | 2      |
| Рвање         | 8        | 0    | 8      |
| Стони тенис   | 1        | 0    | 1      |
| Стрељаштво    | 1        | 0    | 1      |
| Теквондо      | 2        | 1    | 3      |
| Тенис         | 1        | 0    | 1      |
| Џудо          | 7        | 1    | 2      |
| 13 спортова   | 47       | 23   | 70     |